# 袁涣 (元朝)
袁涣（？—？），又名袁焕、袁瑍，元朝政治人物。元顺帝时中书左丞。
袁涣年轻时跟随虞集学习儒学。举进士，官至国子祭酒、吏部尚书。至正二十一年（1361年），担任中书省参知政事。至正二十三年（1363年），升任中书省左丞。至正二十五年（1365年），外放出任河南行省右丞。至正二十六年（1366年），再次担任中书省左丞。